# Ольшевский, Михал
Михал Ольшевский (пол. Michał Olszewski; род. 23 сентября 1989, Варшава) — польский шахматист, гроссмейстер (2009). Бронзовый призёр 48-го чемпионата мира по шахматам среди юниоров (2009) в Пуэрто-Мадрине.

## Биография
Многократный участник личных чемпионатов Польши (2009—2012, 2015, 2020). Лучший результат — 6 место в чемпионате 2011 года.
В командных чемпионатах страны выступал в составе клубов «Полония», г. Варшава (2007—2012) и «Шахматная академия ChessGrow», г. Гливице (2014—2017). Выиграл 6 командных медалей — 3 золотые, 1 серебряную и 2 бронзовые, а также 4 медали в индивидуальном зачёте — 2 золотые и 2 серебряные.
По состоянию на апрель 2021 года занимал 19-ю позицию в рейтинг-листе польских шахматистов.

## Изменения рейтинга
| Графики недоступны из-за технических проблем. См. информацию на Фабрикаторе и на mediawiki.org. |